# Реформа Вооружённых сил России (2008—2020)

Лицевая сторона знамени ВС

Оборотная сторона знамени ВС

Реформа Вооружённых сил Российской Федерации (ВС России) 2008—2020 годов — комплекс мероприятий по изменению структуры, состава и численности Вооружённых сил Российской Федерации, анонсированный 14 октября 2008 года на закрытом заседании Военной коллегии Министерства обороны Российской Федерации. Официально о начале реформы было объявлено 14 октября 2008 года Министром обороны Российской Федерации Анатолием Сердюковым по завершении коллегии Минобороны России. Изменения коснулись всех основных элементов Вооружённых Сил Российской Федерации.

## Этапы реформы
Реформа разделена на три этапа:
- I этап (2008—2011);
- II этап (2012—2015);
- III этап (2016—2020).

## I этап

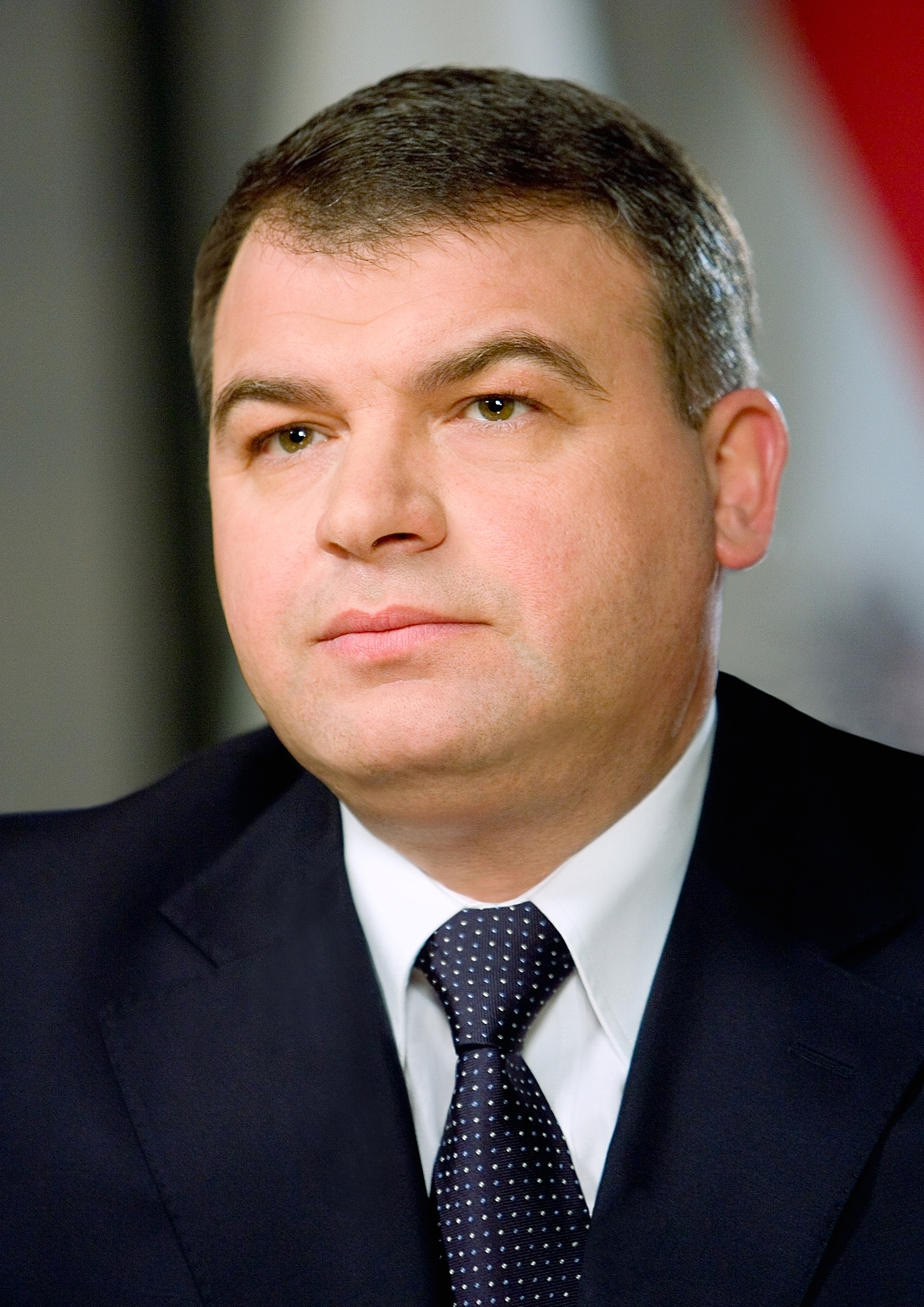
Министр обороны Российской Федерации в 2007-2012 годах Анатолий Эдуардович Сердюков

В октябре 2008 года министр обороны РФ Анатолий Сердюков объявил основные направлениями реформы:
- Военно-административная реформа: Вместо шести военных округов созданы четыре оперативно-стратегических командования: «Запад», «Восток», «Центр» и «Юг» (Западный военный округ, Южный военный округ, Центральный военный округ и Восточный военный округ), в подчинение которых передаются основные группировки всех видов Вооружённых Сил Российской Федерации и родов войск[3];
- Реорганизация и сокращение органов центрального военного управления со значительным сокращением роли командований видами Вооружённых Сил Российской Федерации родами войск. Существенное сокращение численности Вооружённых Сил Российской Федерации, в том числе сокращение численности офицерских должностей[1];
- Реформа системы военного образования, предполагающая укрупнение и трансформацию 65 военных учебных заведений в десять системных военных вузов; создание военных учебно-научных центров, реализующих образовательные программы различных уровней, профилей и специальностей[4][5];
- Реорганизация системы резерва и системы подготовки резервистов[1];
- Перевод Сухопутных войск на бригадную основу с упразднением дивизионного и полкового звена. Ликвидация скадрованных соединений Сухопутных войск и превращение всех соединений в силы постоянной готовности[1];
- Реорганизация Военно-воздушных сил и ПВО с упразднением армий, корпусов, дивизий и авиационных полков и переход на систему авиационных баз и бригад воздушно-космической обороны[1];
- Перевод на аутсорсинг (обслуживание гражданскими организациями) системы обеспечения и обслуживания ВС России[6];
- Гуманизация условий прохождения службы по призыву (легализация пользования мобильными телефонами[7], переход на 5-дневную рабочую неделю[6], расширение взаимодействия с гражданскими организациями[8]);
- Запуск программы перевооружения. Оснащение Вооружённых Сил Российской Федерации новейшими образцами вооружения и военной техники, в том числе зарубежного производства. На эти цели в период 2011—2020 планировалось потратить 19 трлн рублей (613 млрд долларов)[9].

### Оптимизация численности
Существенной частью реформы стало сокращение численности Вооружённых сил, которая в 2008 году составляла около 1,2 млн человек. Большая часть сокращений пришлась на офицерский состав: с более чем 300 тысяч до 150 тысяч человек.
Первоначальные планы сокращения по категориям военнослужащих в 2008 году выглядели так:
| Категория военнослужащих | На 01.09.2008 | На 01.12.2009 | На 01.01.2012 | Процент изменения численности |
| ------------------------ | ------------- | ------------- | ------------- | ----------------------------- |
| Генерал                  | 1107          | 780           | 866           | −22 %                         |
| Полковник                | 15365         |               | 3114          | −80 %                         |
| Подполковник             | 19300         |               | 7500          | −61 %                         |
| Майор                    | 99550         |               | 30000         | −70 %                         |
| Капитан                  | 90000         |               | 40000         | −56 %                         |
| Старший лейтенант        | 30000         |               | 35000         | +17 %                         |
| Лейтенант                | 20000         |               | 26000         | +30 %                         |
| Всего офицеров           | 365000        |               | 142000        | −61 %                         |
| Прапорщик                | 90000         | 0             | 0             | −100 %                        |
| Мичман                   | 50000         | 0             | 0             | −100 %                        |

Сокращения в ВС России произошли быстрее, чем было запланировано. Уже в 2011 году число офицеров составило 150 тысяч. В результате президент России Дмитрий Медведев поставил задачу вернуть в состав Вооружённых сил около 70 тысяч офицеров.
В 2014 году численность Вооружённых сил России составляла 845 тысяч: сухопутные войска — 250 тыс., ВДВ — 35 тыс., ВМФ — 130 тыс., ВВС — 150 тыс., СЯС — 80 тыс., командование и обслуживание — 200 тыс..

#### Проблемы
Оптимизация оказалась крайне неудачной. Эти действия по оптимизации управления привели к неразрешимым проблемам в войсках и силах: практически была уничтожена профессиональная часть младшего командного состава в армии, авиации и на флоте. Эксперты признали, что программа создания альтернативы прапорщикам — института сержантов полностью провалена. Около 80 % сержантов-контрактников не хотят заключать контракты на следующий срок. Планируется, что 55 тысяч прапорщиков вернутся на службу в военные части.
К концу 2017 года, по уточнённым планам военного строительства, в российских ВС должно было стать 220 тыс. офицеров, около 50 тыс. прапорщиков и мичманов, 425 тыс. контрактников и около 300 тыс. военнослужащих срочной службы.

### Оптимизация управления
Одно из основных направлений реформы — переход от четырёхзвенной системы управления «военный округ» — «армия» — «дивизия» — «полк» к трёхзвенной: «военный округ — армия — бригада».

Военно-административное деление Российской Федерации:
Объединённое стратегическое командование «Север» — штаб в Североморске;
Западный военный округ — штаб в Санкт-Петербурге;
Южный военный округ — штаб в Ростове-на-Дону;
Центральный военный округ — штаб в Екатеринбурге;
Восточный военный округ — штаб в Хабаровске.

|  |  |  |  |                            |                            |                            |                            | Общевойсковая армия        | Общевойсковая армия        | Общевойсковая армия | Общевойсковая армия | Общевойсковая армия                 | Общевойсковая армия       |                           |                           | Командующий               | Командующий               | Командующий | Командующий | Командующий                     | Командующий                     |                                 |                                 |                                 |                                 |  |  |
|  |  |  |  |                            |                            |                            |                            | Общевойсковая армия        | Общевойсковая армия        | Общевойсковая армия | Общевойсковая армия | Общевойсковая армия                 | Общевойсковая армия       |                           |                           | Командующий               | Командующий               | Командующий | Командующий | Командующий                     | Командующий                     |                                 |                                 |                                 |                                 |  |  |
|  |  |  |  |                            |                            |                            |                            |                            |                            |                     |                     |                                     |                           |                           |                           |                           |                           |             |             |                                 |                                 |                                 |                                 |                                 |                                 |  |  |
|  |  |  |  |                            |                            |                            |                            |                            |                            |                     |                     |                                     |                           |                           |                           |                           |                           |             |             |                                 |                                 |                                 |                                 |                                 |                                 |  |  |
|  |  |  |  | 1-я мотострелковая бригада | 1-я мотострелковая бригада | 1-я мотострелковая бригада | 1-я мотострелковая бригада | 1-я мотострелковая бригада | 1-я мотострелковая бригада |                     |                     | Зенитная ракетная бригада           | Зенитная ракетная бригада | Зенитная ракетная бригада | Зенитная ракетная бригада | Зенитная ракетная бригада | Зенитная ракетная бригада |             |             | Батальон МТКТ                   | Батальон МТКТ                   | Батальон МТКТ                   | Батальон МТКТ                   | Батальон МТКТ                   | Батальон МТКТ                   |  |  |
|  |  |  |  | 1-я мотострелковая бригада | 1-я мотострелковая бригада | 1-я мотострелковая бригада | 1-я мотострелковая бригада | 1-я мотострелковая бригада | 1-я мотострелковая бригада |                     |                     | Зенитная ракетная бригада           | Зенитная ракетная бригада | Зенитная ракетная бригада | Зенитная ракетная бригада | Зенитная ракетная бригада | Зенитная ракетная бригада |             |             | Батальон МТКТ                   | Батальон МТКТ                   | Батальон МТКТ                   | Батальон МТКТ                   | Батальон МТКТ                   | Батальон МТКТ                   |  |  |
|  |  |  |  |                            |                            |                            |                            |                            |                            |                     |                     |                                     |                           |                           |                           |                           |                           |             |             |                                 |                                 |                                 |                                 |                                 |                                 |  |  |
|  |  |  |  | 2-я мотострелковая бригада | 2-я мотострелковая бригада | 2-я мотострелковая бригада | 2-я мотострелковая бригада | 2-я мотострелковая бригада | 2-я мотострелковая бригада |                     |                     | Бригада управления                  | Бригада управления        | Бригада управления        | Бригада управления        | Бригада управления        | Бригада управления        |             |             | Узел связи                      | Узел связи                      | Узел связи                      | Узел связи                      | Узел связи                      | Узел связи                      |  |  |
|  |  |  |  | 2-я мотострелковая бригада | 2-я мотострелковая бригада | 2-я мотострелковая бригада | 2-я мотострелковая бригада | 2-я мотострелковая бригада | 2-я мотострелковая бригада |                     |                     | Бригада управления                  | Бригада управления        | Бригада управления        | Бригада управления        | Бригада управления        | Бригада управления        |             |             | Узел связи                      | Узел связи                      | Узел связи                      | Узел связи                      | Узел связи                      | Узел связи                      |  |  |
|  |  |  |  |                            |                            |                            |                            |                            |                            |                     |                     |                                     |                           |                           |                           |                           |                           |             |             |                                 |                                 |                                 |                                 |                                 |                                 |  |  |
|  |  |  |  | 3-я мотострелковая бригада | 3-я мотострелковая бригада | 3-я мотострелковая бригада | 3-я мотострелковая бригада | 3-я мотострелковая бригада | 3-я мотострелковая бригада |                     |                     | Инженерно-сапёрный полк             | Инженерно-сапёрный полк   | Инженерно-сапёрный полк   | Инженерно-сапёрный полк   | Инженерно-сапёрный полк   | Инженерно-сапёрный полк   |             |             | Командно-разведывательный центр | Командно-разведывательный центр | Командно-разведывательный центр | Командно-разведывательный центр | Командно-разведывательный центр | Командно-разведывательный центр |  |  |
|  |  |  |  | 3-я мотострелковая бригада | 3-я мотострелковая бригада | 3-я мотострелковая бригада | 3-я мотострелковая бригада | 3-я мотострелковая бригада | 3-я мотострелковая бригада |                     |                     | Инженерно-сапёрный полк             | Инженерно-сапёрный полк   | Инженерно-сапёрный полк   | Инженерно-сапёрный полк   | Инженерно-сапёрный полк   | Инженерно-сапёрный полк   |             |             | Командно-разведывательный центр | Командно-разведывательный центр | Командно-разведывательный центр | Командно-разведывательный центр | Командно-разведывательный центр | Командно-разведывательный центр |  |  |
|  |  |  |  |                            |                            |                            |                            |                            |                            |                     |                     |                                     |                           |                           |                           |                           |                           |             |             |                                 |                                 |                                 |                                 |                                 |                                 |  |  |
|  |  |  |  | Разведывательная бригада   | Разведывательная бригада   | Разведывательная бригада   | Разведывательная бригада   | Разведывательная бригада   | Разведывательная бригада   |                     |                     | Полк РХБЗ                           | Полк РХБЗ                 | Полк РХБЗ                 | Полк РХБЗ                 | Полк РХБЗ                 | Полк РХБЗ                 |             |             | Командный пункт ПВО             | Командный пункт ПВО             | Командный пункт ПВО             | Командный пункт ПВО             | Командный пункт ПВО             | Командный пункт ПВО             |  |  |
|  |  |  |  | Разведывательная бригада   | Разведывательная бригада   | Разведывательная бригада   | Разведывательная бригада   | Разведывательная бригада   | Разведывательная бригада   |                     |                     | Полк РХБЗ                           | Полк РХБЗ                 | Полк РХБЗ                 | Полк РХБЗ                 | Полк РХБЗ                 | Полк РХБЗ                 |             |             | Командный пункт ПВО             | Командный пункт ПВО             | Командный пункт ПВО             | Командный пункт ПВО             | Командный пункт ПВО             | Командный пункт ПВО             |  |  |
|  |  |  |  |                            |                            |                            |                            |                            |                            |                     |                     |                                     |                           |                           |                           |                           |                           |             |             |                                 |                                 |                                 |                                 |                                 |                                 |  |  |
|  |  |  |  | Артиллерийская бригада     | Артиллерийская бригада     | Артиллерийская бригада     | Артиллерийская бригада     | Артиллерийская бригада     | Артиллерийская бригада     |                     |                     | Батальон РЭБ                        | Батальон РЭБ              | Батальон РЭБ              | Батальон РЭБ              | Батальон РЭБ              | Батальон РЭБ              |             |             | Рота СпН                        | Рота СпН                        | Рота СпН                        | Рота СпН                        | Рота СпН                        | Рота СпН                        |  |  |
|  |  |  |  | Артиллерийская бригада     | Артиллерийская бригада     | Артиллерийская бригада     | Артиллерийская бригада     | Артиллерийская бригада     | Артиллерийская бригада     |                     |                     | Батальон РЭБ                        | Батальон РЭБ              | Батальон РЭБ              | Батальон РЭБ              | Батальон РЭБ              | Батальон РЭБ              |             |             | Рота СпН                        | Рота СпН                        | Рота СпН                        | Рота СпН                        | Рота СпН                        | Рота СпН                        |  |  |
|  |  |  |  |                            |                            |                            |                            |                            |                            |                     |                     |                                     |                           |                           |                           |                           |                           |             |             |                                 |                                 |                                 |                                 |                                 |                                 |  |  |
|  |  |  |  | Ракетная бригада           | Ракетная бригада           | Ракетная бригада           | Ракетная бригада           | Ракетная бригада           | Ракетная бригада           |                     |                     | Радиобатальон ОсНаз                 | Радиобатальон ОсНаз       | Радиобатальон ОсНаз       | Радиобатальон ОсНаз       | Радиобатальон ОсНаз       | Радиобатальон ОсНаз       |             |             | Топографическая часть           | Топографическая часть           | Топографическая часть           | Топографическая часть           | Топографическая часть           | Топографическая часть           |  |  |
|  |  |  |  | Ракетная бригада           | Ракетная бригада           | Ракетная бригада           | Ракетная бригада           | Ракетная бригада           | Ракетная бригада           |                     |                     | Радиобатальон ОсНаз                 | Радиобатальон ОсНаз       | Радиобатальон ОсНаз       | Радиобатальон ОсНаз       | Радиобатальон ОсНаз       | Радиобатальон ОсНаз       |             |             | Топографическая часть           | Топографическая часть           | Топографическая часть           | Топографическая часть           | Топографическая часть           | Топографическая часть           |  |  |
|  |  |  |  |                            |                            |                            |                            |                            |                            |                     |                     |                                     |                           |                           |                           |                           |                           |             |             |                                 |                                 |                                 |                                 |                                 |                                 |  |  |
|  |  |  |  |                            |                            |                            |                            |                            |                            |                     |                     | Ремонтно-восстановительный батальон |                           |                           |                           |                           |                           |             |             |                                 |                                 |                                 |                                 |                                 |                                 |  |  |
|  |  |  |  |                            |                            |                            |                            |                            |                            |                     |                     |                                     |                           |                           |                           |                           |                           |             |             |                                 |                                 |                                 |                                 |                                 |                                 |  |  |

Состав военных округов в 2009 году перед переформированием в стратегические командования
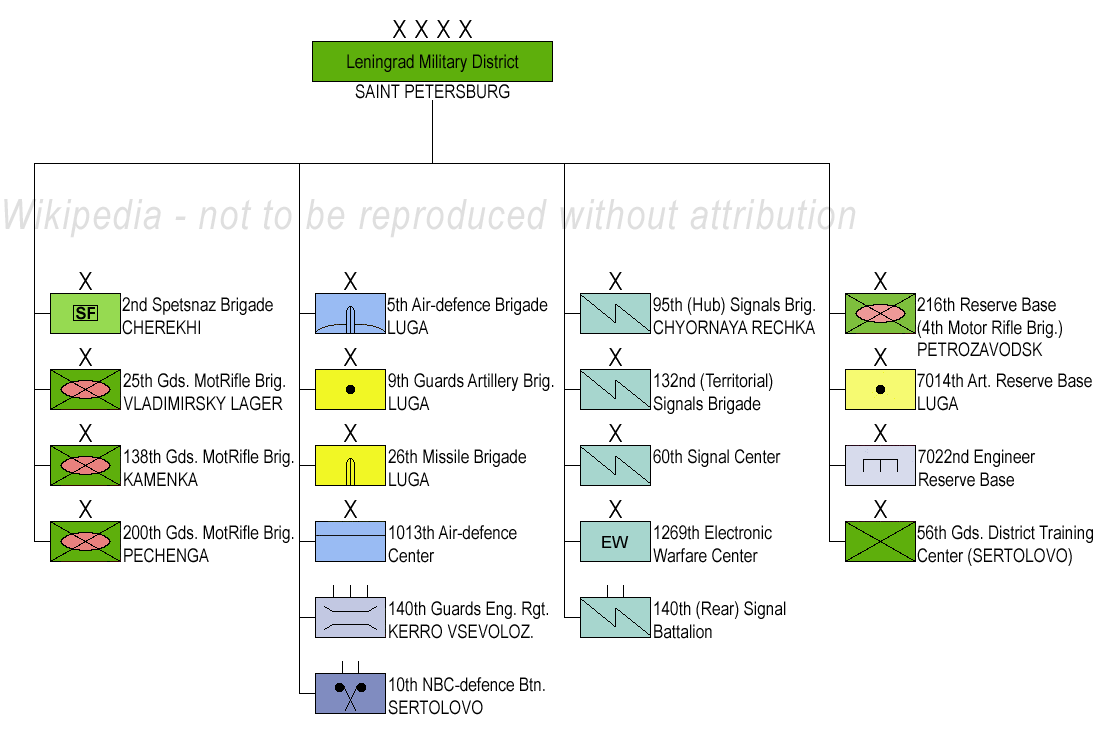
ЛенВО
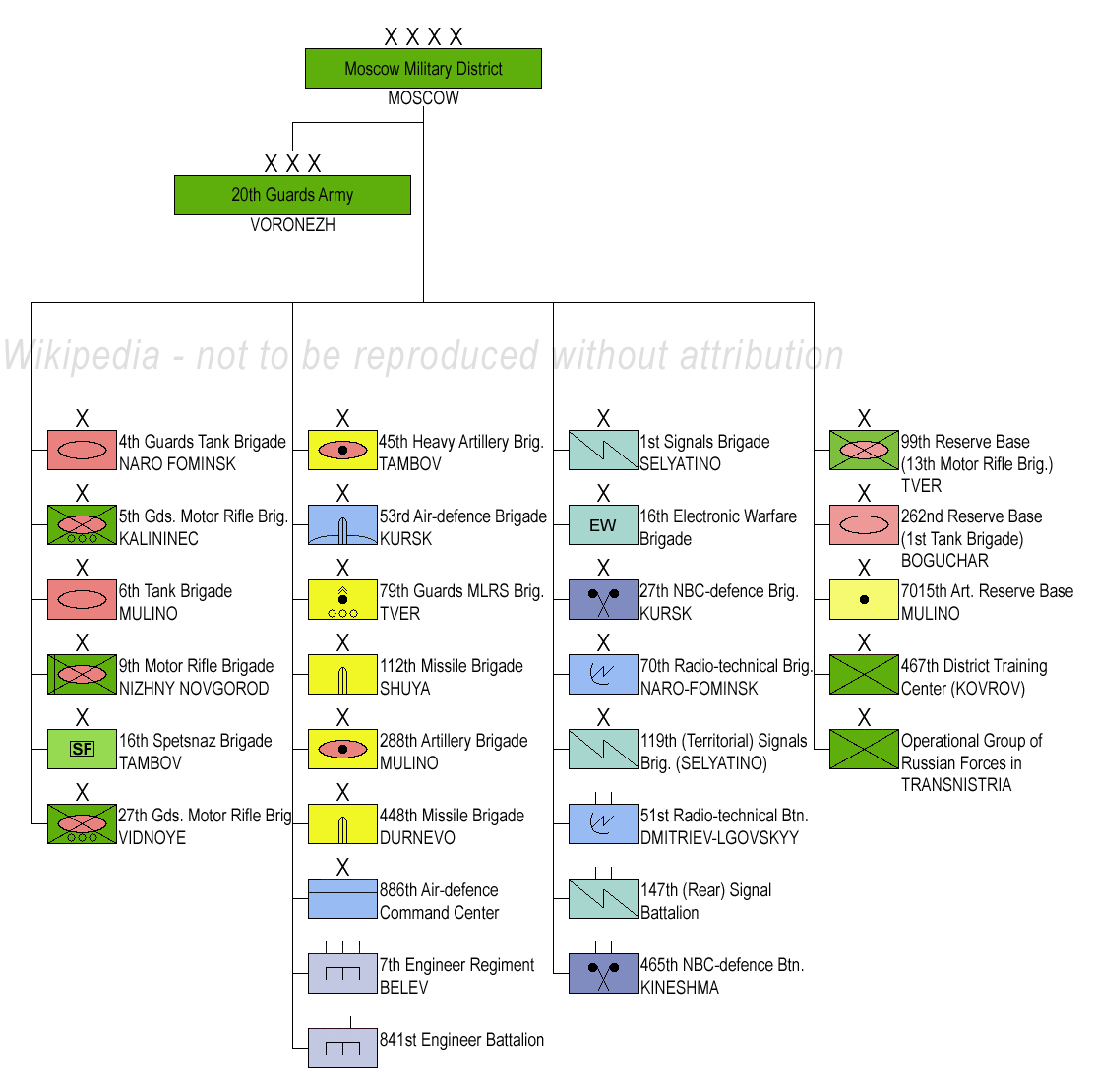
МВО
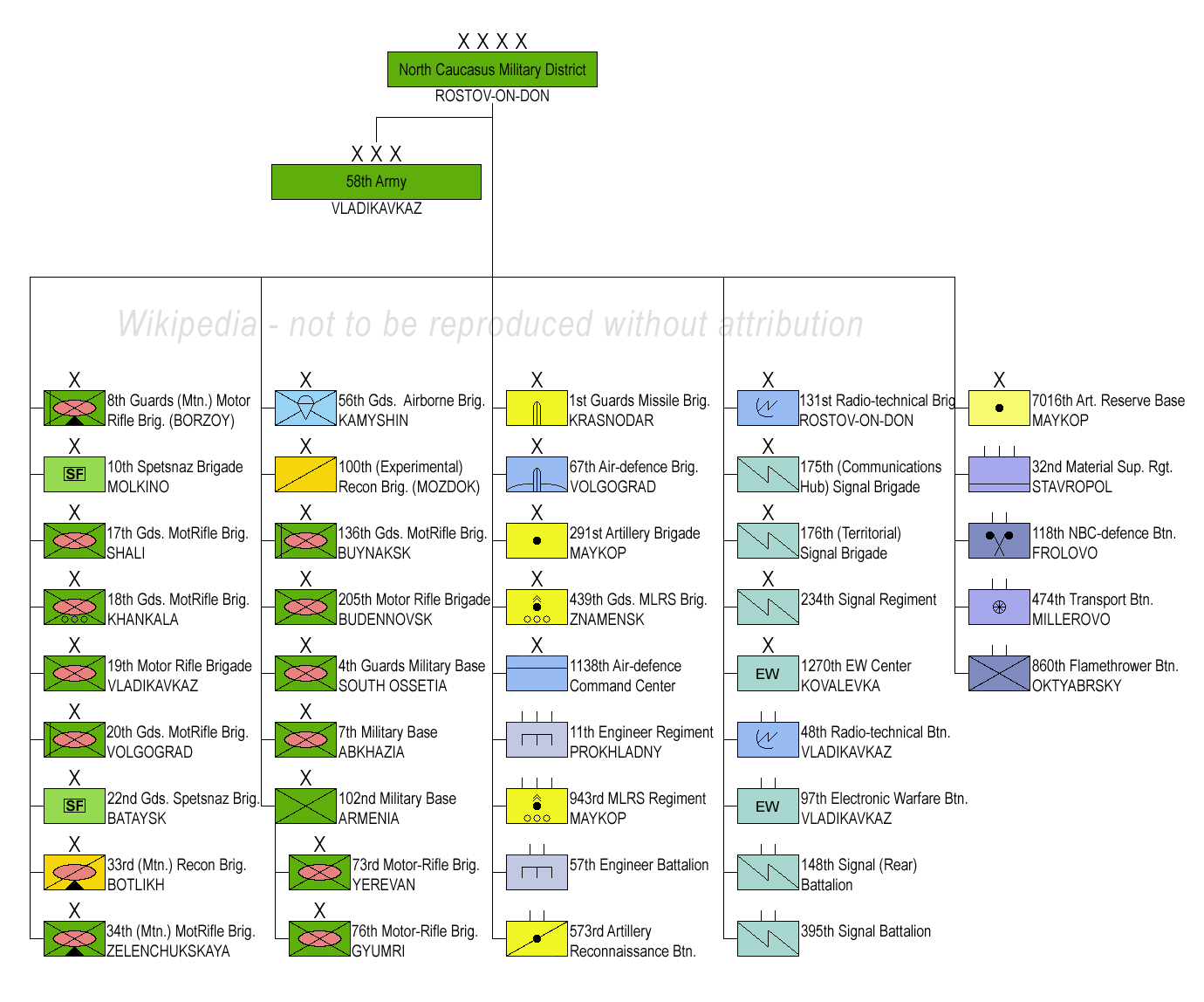
СКВО
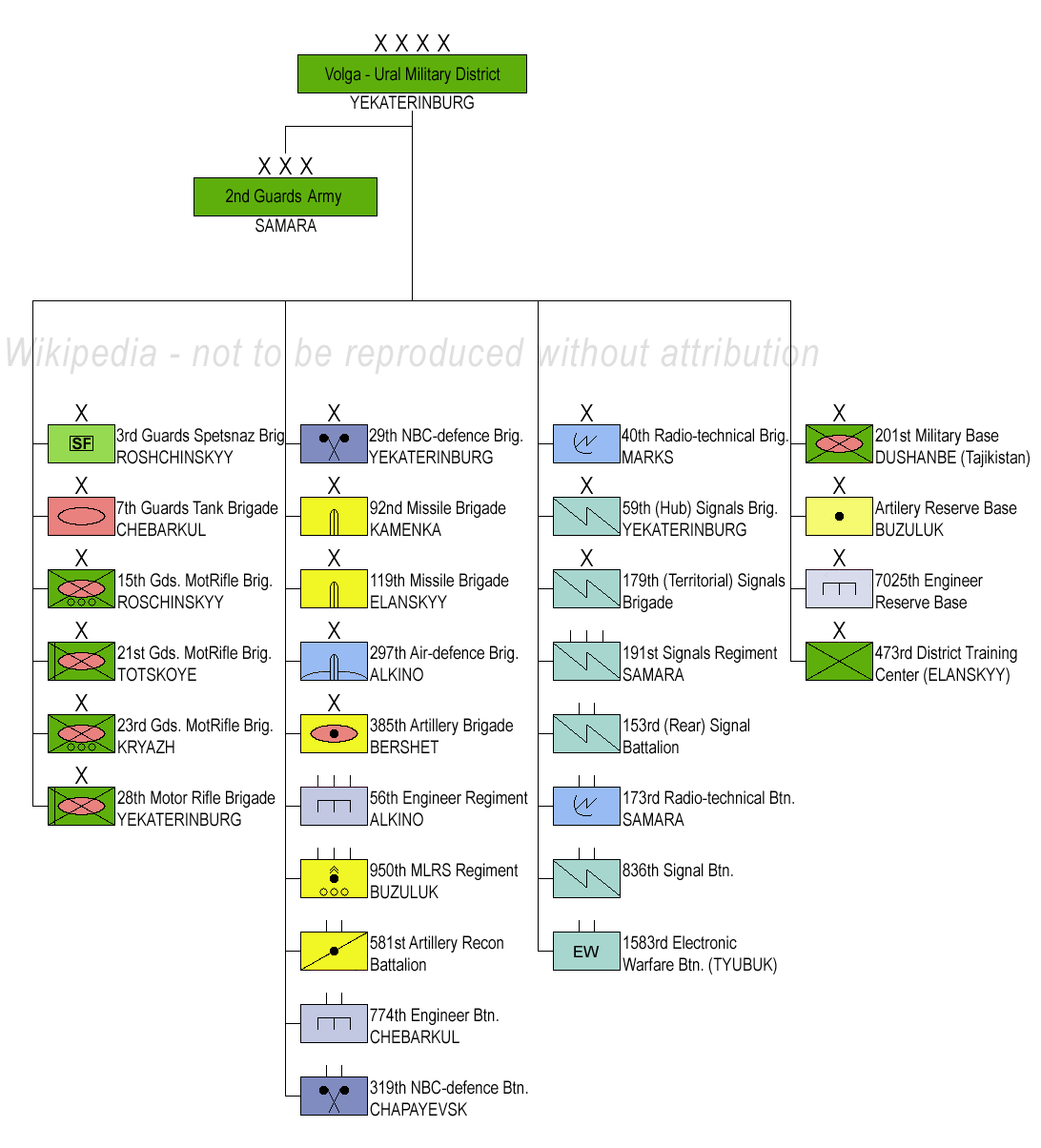
ПУрВО
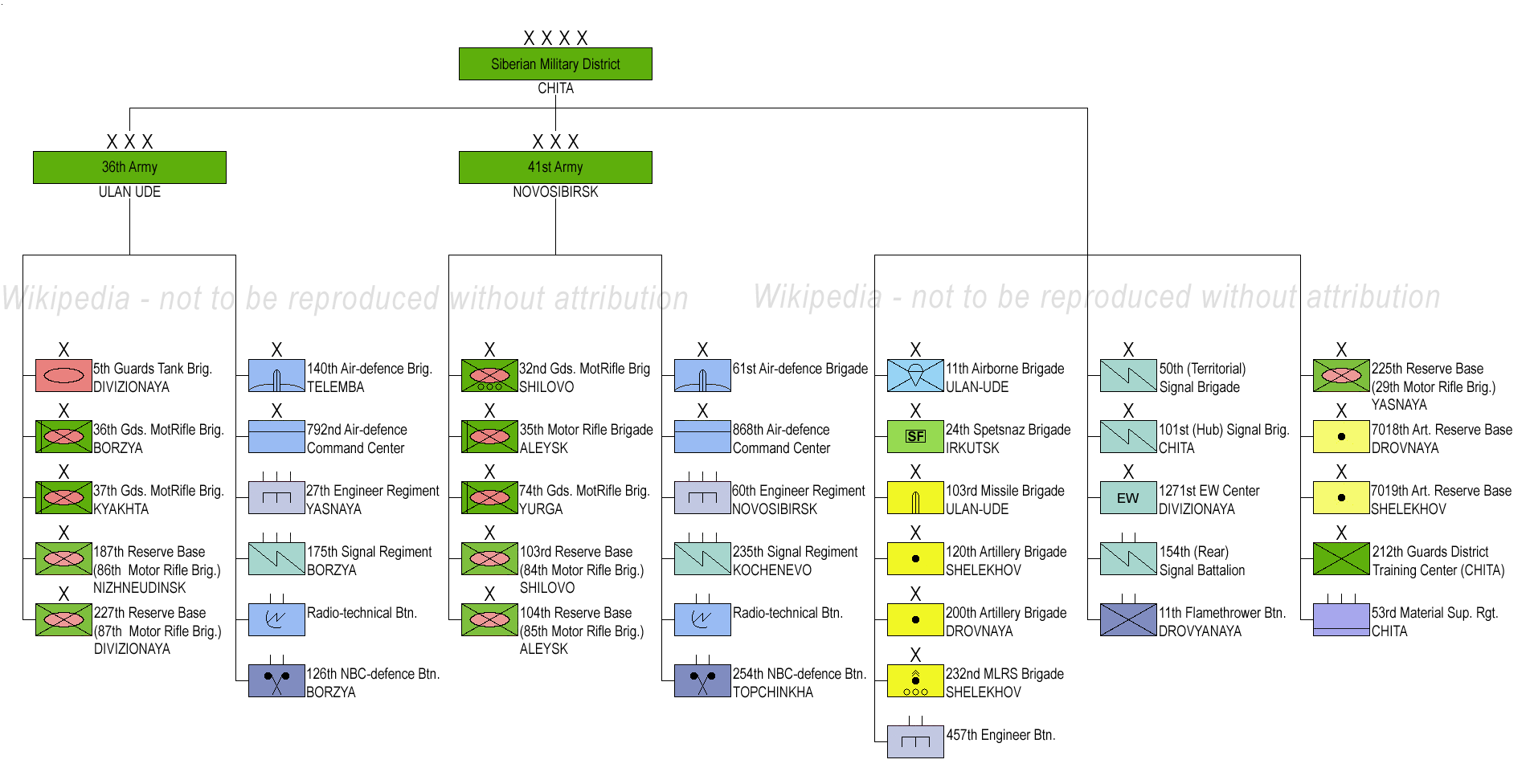
СибВО
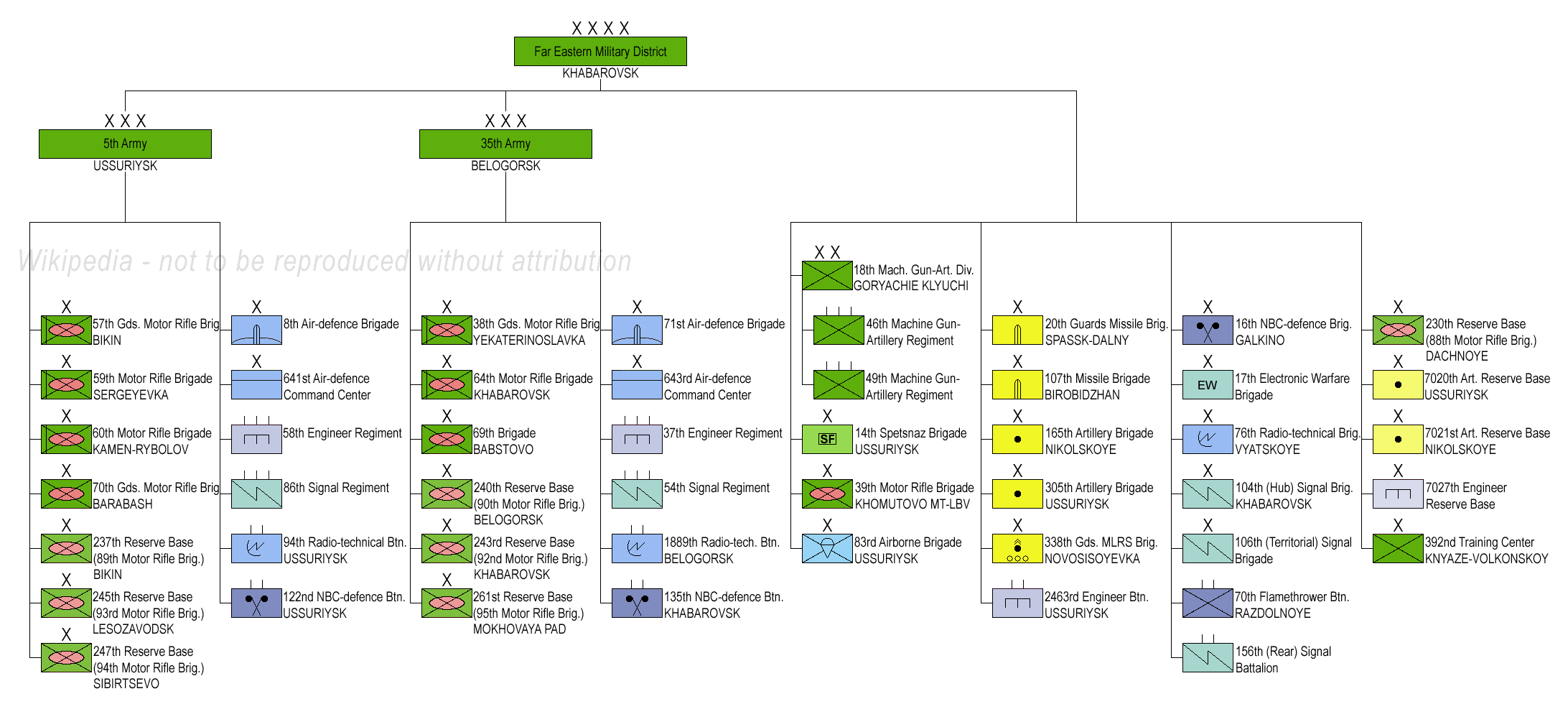
ДальВО

После реорганизации количество военных округов сокращено до четырёх (а ОСК «Северный флот» выведено в отдельное формирование):
- Объединённое стратегическое командование «Север» — включает в себя Северный флот;
- Западный военный округ — включает бывшие Московский и Ленинградский военные округа и Балтийский флот;
- Южный военный округ — включает бывший Северо-Кавказский военный округ, Черноморский флот и Каспийскую флотилию;
- Центральный военный округ — включает бывший Приволжско-Уральский и западную часть бывшего Сибирского военного округа;
- Восточный военный округ — включает бывший Дальневосточный и забайкальскую часть бывшего Сибирского военного округа, Тихоокеанский флот.

|               |            |       |             |           |
| Ленинградский | Московский | Южный | Центральный | Восточный |

После военно-административной реформы все войска на территории военного округа подчиняются одному командующему, который несёт персональную ответственность за безопасность в регионе. Объединение под единым руководством командующего войсками военного округа общевойсковых армий, флотов, командований ВВС и ПВО позволило качественно увеличить боевые возможности новых военных округов за счёт сокращения времени реакции в кризисных ситуациях и роста их совокупной ударной мощи.
На стратегических направлениях созданы самодостаточные межвидовые группировки войск (сил), объединённые под единым командованием, основу которых составляют соединения и воинские части постоянной готовности, способные в кратчайшие сроки привести себя в высшие степени боевой готовности и выполнить задачи по предназначению.
В конце 2013 года во всех четырёх новых военных округах были сформированы командования резерва.

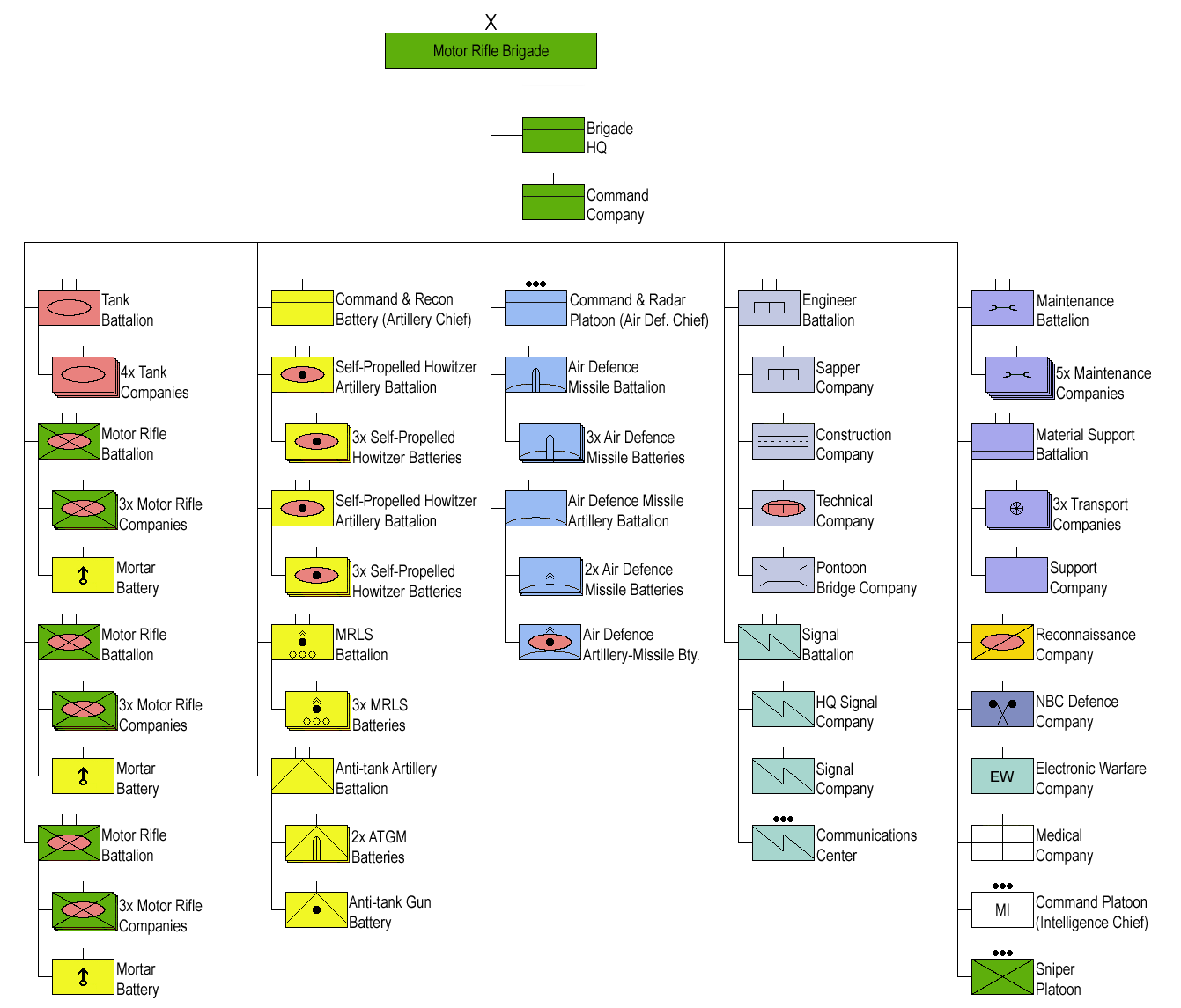
ОШС отдельной мотострелковой бригады (2009 г.).

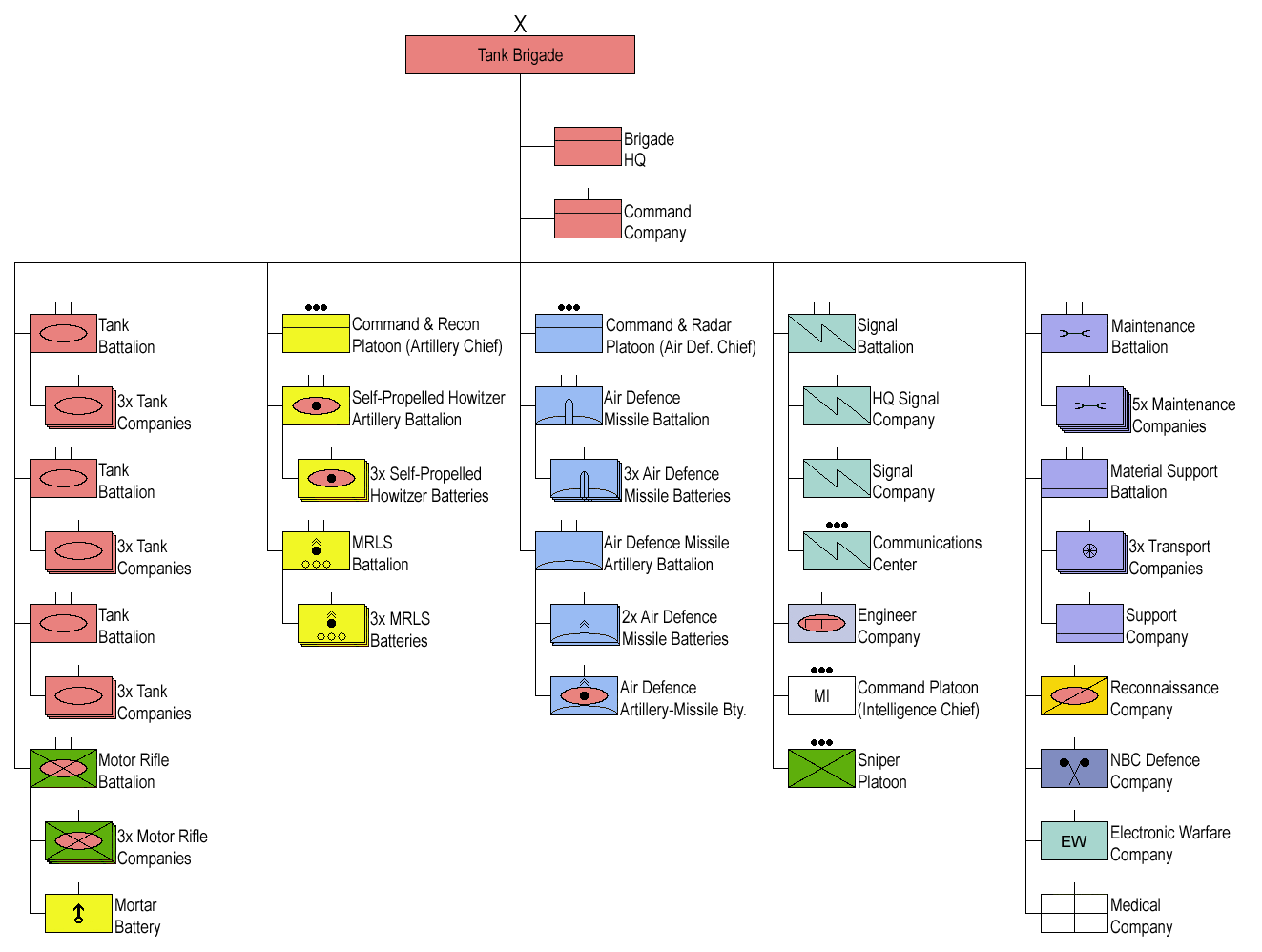
ОШС отдельной танковой бригады (2009 г.).

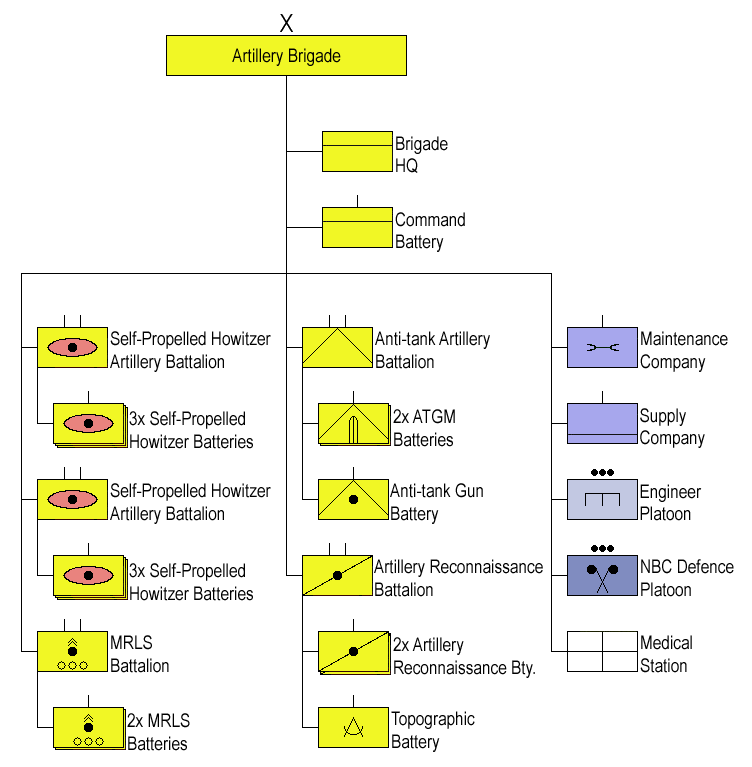
ОШС артиллерийской бригады (2009 г.).

В Военно-воздушных силах в 2008 году начался переход к формированию нового облика. В ходе проведённых мероприятий Военно-воздушные силы перешли на новую организационно-штатную структуру. В авиации был осуществлён переход к четырёхзвенной структуре: «командование — авиабаза — авиагруппа — эскадрилья». На базе армий ВВС и ПВО были сформированы командования ВВС и ПВО:
- 1-е Ленинградское Краснознамённое командование ВВС и ПВО ОСК «Запад»;
- 2-е командование ВВС и ПВО ОСК «Центр»;
- 3-е Краснознамённое командование ВВС и ПВО ОСК «Восток»;
- 4-е Краснознамённое командование ВВС и ПВО ОСК «Юг».

|  |  |  |  |                      |                      |                      |                      | Оперативное командование ВВС и ПВО | Оперативное командование ВВС и ПВО | Оперативное командование ВВС и ПВО | Оперативное командование ВВС и ПВО | Оперативное командование ВВС и ПВО | Оперативное командование ВВС и ПВО |                        |                        | Командующий            | Командующий            | Командующий | Командующий | Командующий     | Командующий     |                 |                 |                 |                 |  |  |                            |                            |                            |                            |                            |                            |
|  |  |  |  |                      |                      |                      |                      | Оперативное командование ВВС и ПВО | Оперативное командование ВВС и ПВО | Оперативное командование ВВС и ПВО | Оперативное командование ВВС и ПВО | Оперативное командование ВВС и ПВО | Оперативное командование ВВС и ПВО |                        |                        | Командующий            | Командующий            | Командующий | Командующий | Командующий     | Командующий     |                 |                 |                 |                 |  |  |                            |                            |                            |                            |                            |                            |
|  |  |  |  |                      |                      |                      |                      |                                    |                                    |                                    |                                    |                                    |                                    |                        |                        |                        |                        |             |             |                 |                 |                 |                 |                 |                 |  |  |                            |                            |                            |                            |                            |                            |
|  |  |  |  |                      |                      |                      |                      |                                    |                                    |                                    |                                    |                                    |                                    |                        |                        |                        |                        |             |             |                 |                 |                 |                 |                 |                 |  |  |                            |                            |                            |                            |                            |                            |
|  |  |  |  | 1-я авиационная база | 1-я авиационная база | 1-я авиационная база | 1-я авиационная база | 1-я авиационная база               | 1-я авиационная база               |                                    |                                    | 1-я авиационная группа             | 1-я авиационная группа             | 1-я авиационная группа | 1-я авиационная группа | 1-я авиационная группа | 1-я авиационная группа |             |             | 1-я бригада ВКО | 1-я бригада ВКО | 1-я бригада ВКО | 1-я бригада ВКО | 1-я бригада ВКО | 1-я бригада ВКО |  |  | 1-й зенитный ракетный полк | 1-й зенитный ракетный полк | 1-й зенитный ракетный полк | 1-й зенитный ракетный полк | 1-й зенитный ракетный полк | 1-й зенитный ракетный полк |
|  |  |  |  | 1-я авиационная база | 1-я авиационная база | 1-я авиационная база | 1-я авиационная база | 1-я авиационная база               | 1-я авиационная база               |                                    |                                    | 1-я авиационная группа             | 1-я авиационная группа             | 1-я авиационная группа | 1-я авиационная группа | 1-я авиационная группа | 1-я авиационная группа |             |             | 1-я бригада ВКО | 1-я бригада ВКО | 1-я бригада ВКО | 1-я бригада ВКО | 1-я бригада ВКО | 1-я бригада ВКО |  |  | 1-й зенитный ракетный полк | 1-й зенитный ракетный полк | 1-й зенитный ракетный полк | 1-й зенитный ракетный полк | 1-й зенитный ракетный полк | 1-й зенитный ракетный полк |
|  |  |  |  |                      |                      |                      |                      |                                    |                                    |                                    |                                    |                                    |                                    |                        |                        |                        |                        |             |             |                 |                 |                 |                 |                 |                 |  |  |                            |                            |                            |                            |                            |                            |
|  |  |  |  | 2-я авиационная база | 2-я авиационная база | 2-я авиационная база | 2-я авиационная база | 2-я авиационная база               | 2-я авиационная база               |                                    |                                    | 2-я авиационная группа             | 2-я авиационная группа             | 2-я авиационная группа | 2-я авиационная группа | 2-я авиационная группа | 2-я авиационная группа |             |             | 2-я бригада ВКО | 2-я бригада ВКО | 2-я бригада ВКО | 2-я бригада ВКО | 2-я бригада ВКО | 2-я бригада ВКО |  |  | 2-й зенитный ракетный полк | 2-й зенитный ракетный полк | 2-й зенитный ракетный полк | 2-й зенитный ракетный полк | 2-й зенитный ракетный полк | 2-й зенитный ракетный полк |
|  |  |  |  | 2-я авиационная база | 2-я авиационная база | 2-я авиационная база | 2-я авиационная база | 2-я авиационная база               | 2-я авиационная база               |                                    |                                    | 2-я авиационная группа             | 2-я авиационная группа             | 2-я авиационная группа | 2-я авиационная группа | 2-я авиационная группа | 2-я авиационная группа |             |             | 2-я бригада ВКО | 2-я бригада ВКО | 2-я бригада ВКО | 2-я бригада ВКО | 2-я бригада ВКО | 2-я бригада ВКО |  |  | 2-й зенитный ракетный полк | 2-й зенитный ракетный полк | 2-й зенитный ракетный полк | 2-й зенитный ракетный полк | 2-й зенитный ракетный полк | 2-й зенитный ракетный полк |
|  |  |  |  |                      |                      |                      |                      |                                    |                                    |                                    |                                    |                                    |                                    |                        |                        |                        |                        |             |             |                 |                 |                 |                 |                 |                 |  |  |                            |                            |                            |                            |                            |                            |
|  |  |  |  | 3-я авиационная база | 3-я авиационная база | 3-я авиационная база | 3-я авиационная база | 3-я авиационная база               | 3-я авиационная база               |                                    |                                    | 3-я авиационная группа             | 3-я авиационная группа             | 3-я авиационная группа | 3-я авиационная группа | 3-я авиационная группа | 3-я авиационная группа |             |             | 3-я бригада ВКО | 3-я бригада ВКО | 3-я бригада ВКО | 3-я бригада ВКО | 3-я бригада ВКО | 3-я бригада ВКО |  |  | 3-й зенитный ракетный полк | 3-й зенитный ракетный полк | 3-й зенитный ракетный полк | 3-й зенитный ракетный полк | 3-й зенитный ракетный полк | 3-й зенитный ракетный полк |
|  |  |  |  | 3-я авиационная база | 3-я авиационная база | 3-я авиационная база | 3-я авиационная база | 3-я авиационная база               | 3-я авиационная база               |                                    |                                    | 3-я авиационная группа             | 3-я авиационная группа             | 3-я авиационная группа | 3-я авиационная группа | 3-я авиационная группа | 3-я авиационная группа |             |             | 3-я бригада ВКО | 3-я бригада ВКО | 3-я бригада ВКО | 3-я бригада ВКО | 3-я бригада ВКО | 3-я бригада ВКО |  |  | 3-й зенитный ракетный полк | 3-й зенитный ракетный полк | 3-й зенитный ракетный полк | 3-й зенитный ракетный полк | 3-й зенитный ракетный полк | 3-й зенитный ракетный полк |
|  |  |  |  |                      |                      |                      |                      |                                    |                                    |                                    |                                    |                                    |                                    |                        |                        |                        |                        |             |             |                 |                 |                 |                 |                 |                 |  |  |                            |                            |                            |                            |                            |                            |
|  |  |  |  | 4-я авиационная база | 4-я авиационная база | 4-я авиационная база | 4-я авиационная база | 4-я авиационная база               | 4-я авиационная база               |                                    |                                    |                                    |                                    |                        |                        |                        |                        |             |             | Полк связи      | Полк связи      | Полк связи      | Полк связи      | Полк связи      | Полк связи      |  |  | Радиотехнический полк      | Радиотехнический полк      | Радиотехнический полк      | Радиотехнический полк      | Радиотехнический полк      | Радиотехнический полк      |
|  |  |  |  | 4-я авиационная база | 4-я авиационная база | 4-я авиационная база | 4-я авиационная база | 4-я авиационная база               | 4-я авиационная база               |                                    |                                    |                                    |                                    |                        |                        |                        |                        |             |             | Полк связи      | Полк связи      | Полк связи      | Полк связи      | Полк связи      | Полк связи      |  |  | Радиотехнический полк      | Радиотехнический полк      | Радиотехнический полк      | Радиотехнический полк      | Радиотехнический полк      | Радиотехнический полк      |

Они стали подчиняться вновь созданным оперативно-стратегическим командованиям: Западному (штаб — г. Санкт-Петербург), Южному (штаб — г. Ростов-на-Дону), Центральному (штаб — г. Екатеринбург) и Восточному (штаб — г. Хабаровск). В 2009—2010 гг. был осуществлён переход к двухуровневой (бригадно-полковой/базово-эскадрильной) системе управления Военно-воздушными силами, хотя позднее эта структура усложнилась. В результате общее количество объединений ВВС сокращено с 8 до 6, все соединения ПВО (4 корпуса и 7 дивизий ПВО) переформированы в 11 бригад воздушно-космической обороны.
К концу 2009 года сформировано 52 авиабазы на основе бывших авиаполков, авиадивизий и авиакорпусов. Авиационная база стала объединять структуры расформированных полков и вспомогательных частей аэродромного обеспечения. Это сократило управленческие структуры в рамках одной авиабазы. Авиабазы различались по трём категориям: 1-я категория уровня авиационной дивизии, 2-я категория уровня авиаполка, 3-я категория уровня эскадрильи. С конца 2010 стали переходить к созданию суперавиабаз, которые включали в себя авиационные группы. Авиагруппа организационно состояла из эскадрилий летательных аппаратов на одном аэродроме. Предполагалось оставить 10 подобных суперавиабаз и 27 аэродромов (без учёта аэродромов армейской авиации). К концу 2010 года в ВВС осталось восемь авиабаз 1-й категории и семь — 2-й категории.
Армейская авиация перестроена по модели авиабазы 2-й категории. На 2011 год создано 8 баз армейской авиации. На каждой базе насчитывается около 60 единиц вертолётов.
В 2009 году на базе прежних расформированных дивизий и корпусов ПВО созданы 13 бригад воздушно-космической обороны, объединяющих зенитные ракетные и радиотехнические полки. Все бригады находились в составе командований ВВС и ПВО и ОСК ВКО.
Роль Главного командования ВВС сильно снизилась после перевода подчинения тактической авиации к четырём новым военным округам. Из 30 возложенных задач осталось всего 5 второстепенных (подготовка кадров, заказ новой техники, обеспечение миротворческих миссий и другие). Численность Главного командования ВВС понизилась с 1500 до 150—170 офицеров.
В 2009 году 37-я воздушная армия ВГК СН превратилась в Командование дальней авиации, 61-я воздушная армия — в Командование военно-транспортной авиации, а Командование специального назначения ВВС и 1-й особый корпус ПВО, отвечавшие за противоракетную оборону, — в Оперативно-стратегическое командование воздушно-космической обороны. Авиационные полки и авиационные дивизии были переформированы в авиационные базы 1-го и 2-го разрядов.
При проведении административной реформы планировалось сокращение количества воинских частей согласно следующей таблице:
| Виды войск и отдельные рода войск* | 2008 год | 2012 год | Степень сокращения |
| ---------------------------------- | -------- | -------- | ------------------ |
| Сухопутные войска                  | 1890     | 172      | 90 %               |
| Военно-воздушные силы              | 340      | 180      | 48 %               |
| Военно-морской флот                | 240      | 123      | 49 %               |
| РВСН*                              | 12       | 8        | 33 %               |
| Космические войска*                | 7        | 6        | 15 %               |
| Воздушно-десантные войска*         | 6        | 5        | 17 %               |

В ходе преобразования планировалось расформировать 2-ю гвардейскую мотострелковую Таманскую дивизию, 4-ю гвардейскую танковую Кантемировскую дивизию, 106-ю гвардейскую воздушно-десантную дивизию и 98-ю гвардейскую воздушно-десантную Свирскую дивизию. Решение по расформированию 106-й гвардейской воздушно-десантной дивизии было позднее отменено, решение о расформировании 98-й гвардейской воздушно-десантной дивизии так и не было принято.
Военная медицина
Планировалось сократить:
- Государственный институт усовершенствования врачей Минобороны России;
- 66 военных госпиталей;
- 83 военные поликлиники;
- 17 лазаретов;
- 5 военных санаториев и домов отдыха;
- 64 базы хранения военной техники и имущества.

В 2010—2011 году были расформированы военно-медицинские институты Самарский, Саратовский и Томский.
Число врачей-офицеров планировалось сократить с 7967 до 2200 человек.

### Новая военная форма

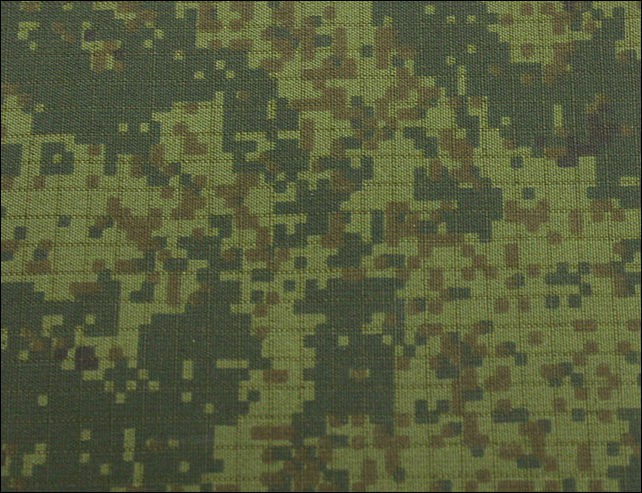
Новая раскраска военной формы 3-цветная «цифра» («пикселка»)

Одной из инициатив Сердюкова стала разработка новой военной формы, отвечающей современным требованиям. На создание новой формы из бюджета было выделено 100 млн рублей, полностью перейти на новое обмундирование планировалось в 2011 году с общими затратами на переход не более 5,5 млрд рублей. В разработке формы помимо профильных организаций — Центрального научно-исследовательского института текстильной промышленности, Центрального научно-исследовательского института кожи и обуви и геральдического отдела Министерства обороны Российской Федерации — участвовали дома моды Валентина Юдашкина и Игоря Чапурина. Особенностями новой формы являлись замена сапог и портянок на ботинки и применение новых материалов и раскраски «Цифра», снижающих заметность военнослужащего на поле боя в видимом и тепловом диапазонах.

### Реформа военного образования
Из 15 военных академий, 46 военных институтов и училищ и четырёх военных университетов планировалось сформировать 10 научных центров. В частности, планировалось расформировать Академию воздушно-космической обороны имени Г. К. Жукова.

### Изменения в структуре
1 декабря 2011 года на базе Космических войск и войск Оперативного стратегического командования воздушно-космической обороны ВВС созданы Войска ВКО. Новый род войск был сформирован по решению президента России Дмитрия Медведева. В состав Войск ВКО вошли Космическое командование, Командование противовоздушной и противоракетной обороны и космодром «Плесецк».
1 апреля 2011 г. в состав ВВС РФ вошла авиация Ракетных войск стратегического назначения (РВСН).

### Итоги первого этапа
Первый этап реформирования, по мнению высшего руководства государства, достиг своих целей. Он был реализован досрочно:

Мы по сути уже завершили организационно-штатные мероприятия — первый этап реформирования российской армии— Министр Обороны А. Э. Сердюков. 31 октября 2010 года
Итог:
- Завершён первый этап создания нового облика Вооружённых сил. Российская армия обрела новую структуру, новую систему военного планирования. Существенно обновлены системы подготовки и обеспечения войск;
- Создана новая трёхуровневая структура оперативного управления войсками и флотами: «военный округ — оперативное командование — бригада». Шесть военных округов реорганизованы в четыре — Западный, Южный, Восточный и Центральный. На их основе созданы оперативно-стратегические командования (ОСК «Запад», ОСК «Юг», ОСК «Восток» и ОСК «Центр»). Это мощные межвидовые группировки войск на ключевых стратегических направлениях: юг, запад, центр и восток, соответственно. Объединение сил и средств под единым командованием повысило боевые возможности и потенциал армии;
- Создан новый боевой состав Вооружённых сил с установленной численностью в 1 миллион военнослужащих. В 2010 году Президент России одобрил предложения Минобороны по содержанию в Вооружённых силах 220 тысяч должностей офицеров и 425 тысяч военнослужащих, проходящих службу по контракту. Долю военнослужащих-контрактников планируется увеличивать по мере создания привлекательных условий военной службы.
- К 1 декабря 2009 г. в Сухопутных войсках имелись 7 штабов общевойсковых армий[34], 43 развёрнутые бригады и военные базы за рубежом бригадного состава, из которых 4 танковые, 31 мотострелковая, 3 десантно-штурмовые бригады, 4 военные базы и 69-я бригада прикрытия. Дивизионный состав имела 18-я пулемётно-артиллерийская дивизия. Мотострелковая бригада по штату должна была иметь 4200—4300 военнослужащих, а танковая бригада 2200—2300 военнослужащих. Также в составе СВ находились 1 разведывательная, 9 ракетных, 9 артиллерийских и 4 реактивных артиллерийские бригады.[35]

| Список формирований Сухопутных войск РФ на 1 декабря 2009 года | Список формирований Сухопутных войск РФ на 1 декабря 2009 года | Список формирований Сухопутных войск РФ на 1 декабря 2009 года | Список формирований Сухопутных войск РФ на 1 декабря 2009 года | Список формирований Сухопутных войск РФ на 1 декабря 2009 года |
| Танковые бригады                                               | Танковые бригады | Танковые бригады                                               | Танковые бригады                                               | Танковые бригады                                               |
| -------------------------------------------------------------- | --- | -------------------------------------------------------------- | -------------------------------------------------------------- | -------------------------------------------------------------- |
|                                                                | 4-я отдельная гвардейская танковая Кантемировская ордена Ленина Краснознамённая бригада имени Ю. В. Андропова                                                                                                   |                                                                |                                                                |                                                                |
|                                                                | 5-я отдельная гвардейская танковая Тацинская Краснознамённая, ордена Суворова бригада |                                                                |                                                                |                                                                |
|                                                                | 6-я отдельная танковая Ченстоховская Краснознамённая, ордена Кутузова бригада |                                                                |                                                                |                                                                |
|                                                                | 7-я отдельная гвардейская танковая Краснознамённая, орденов Жукова, Суворова, Кутузова, Александра Невского Оренбургская казачья бригада                                                                        |                                                                |                                                                |                                                                |
| Мотострелковые бригады                                         | |                                                                |                                                                |                                                                |
|                                                                | 5-я отдельная гвардейская мотострелковая Таманская ордена Октябрьской Революции, Краснознамённая, ордена Суворова бригада имени М. И. Калинина                                                                  |                                                                |                                                                |                                                                |
|                                                                | 8-я отдельная гвардейская мотострелковая Чертковская дважды ордена Ленина, Краснознамённая, орденов Суворова, Кутузова и Богдана Хмельницкого бригада имени маршала бронетанковых войск М. Е. Катукова (горная) |                                                                |                                                                |                                                                |
|                                                                | 9-я отдельная мотострелковая Висленская Краснознамённая, орденов Суворова и Кутузова бригада |                                                                |                                                                |                                                                |
|                                                                | 15-я отдельная гвардейская мотострелковая Берлинская Краснознамённая, ордена Кутузова бригада (миротворческая)                                                                                                  |                                                                |                                                                |                                                                |
|                                                                | 17-я отдельная гвардейская мотострелковая орденов Суворова и Александра Невского бригада |                                                                |                                                                |                                                                |
|                                                                | 18-я отдельная гвардейская мотострелковая Евпаторийская Краснознамённая бригада |                                                                |                                                                |                                                                |
|                                                                | 19-я отдельная мотострелковая Воронежско-Шумлинская Краснознамённая, орденов Суворова и Трудового Красного Знамени бригада                                                                                      |                                                                |                                                                |                                                                |
|                                                                | 20-я отдельная гвардейская мотострелковая Прикарпатско-Берлинская Краснознамённая, ордена Суворова бригада |                                                                |                                                                |                                                                |
|                                                                | 21-я отдельная гвардейская мотострелковая Омско-Новобугская Краснознамённая, ордена Богдана Хмельницкого бригада                                                                                                |                                                                |                                                                |                                                                |
|                                                                | 23-я отдельная гвардейская мотострелковая Петроковская дважды Краснознамённая, орденов Суворова, Кутузова и Богдана Хмельницкого Волжская казачья бригада                                                       |                                                                |                                                                |                                                                |
|                                                                | 25-я отдельная гвардейская мотострелковая Севастопольская Краснознамённая бригада имени Латышских стрелков |                                                                |                                                                |                                                                |
|                                                                | 27-я отдельная гвардейская мотострелковая Севастопольская Краснознамённая бригада имени 60-летия образования СССР                                                                                               |                                                                |                                                                |                                                                |
|                                                                | 28-я отдельная мотострелковая Симферопольская Краснознамённая ордена Суворова бригада имени Серго Орджоникидзе                                                                                                  |                                                                |                                                                |                                                                |
|                                                                | 32-я отдельная мотострелковая Ленинградско-Павловская Краснознамённая бригада |                                                                |                                                                |                                                                |
|                                                                | 33-я отдельная мотострелковая бригада (горная) |                                                                |                                                                |                                                                |
|                                                                | 34-я отдельная мотострелковая бригада (горная) |                                                                |                                                                |                                                                |
|                                                                | 35-я отдельная гвардейская мотострелковая Волгоградско-Киевская ордена Ленина, Краснознамённая, орденов Суворова и Кутузова бригада                                                                             |                                                                |                                                                |                                                                |
|                                                                | 36-я отдельная гвардейская мотострелковая Лозовская Краснознамённая бригада |                                                                |                                                                |                                                                |
|                                                                | 37-я отдельная гвардейская мотострелковая Будапештская Краснознамённая, ордена Красной Звезды Донская казачья бригада имени Е. А. Щаденко                                                                       |                                                                |                                                                |                                                                |
|                                                                | 38-я отдельная гвардейская мотострелковая Витебская ордена Ленина, Краснознамённая, ордена Суворова бригада |                                                                |                                                                |                                                                |
|                                                                | 39-я отдельная мотострелковая Краснознамённая бригада |                                                                |                                                                |                                                                |
|                                                                | 57-я отдельная гвардейская мотострелковая Красноградская Краснознамённая, ордена Суворова бригада |                                                                |                                                                |                                                                |
|                                                                | 59-я отдельная мотострелковая ордена Кутузова бригада |                                                                |                                                                |                                                                |
|                                                                | 60-я отдельная мотострелковая Краснознамённая бригада |                                                                |                                                                |                                                                |
|                                                                | 64-я отдельная мотострелковая бригада |                                                                |                                                                |                                                                |
|                                                                | 70-я отдельная гвардейская мотострелковая Духовщинско-Хинганская ордена Октябрьской Революции, Краснознамённая, ордена Суворова бригада                                                                         |                                                                |                                                                |                                                                |
|                                                                | 74-я отдельная гвардейская мотострелковая Звенигородско-Берлинская орденов Кутузова и Суворова бригада |                                                                |                                                                |                                                                |
|                                                                | 136-я отдельная гвардейская мотострелковая Уманско-Берлинская Краснознамённая, орденов Суворова, Кутузова и Богдана Хмельницкого бригада                                                                        |                                                                |                                                                |                                                                |
|                                                                | 138-я отдельная гвардейская мотострелковая Красносельская ордена Ленина, Краснознамённая бригада |                                                                |                                                                |                                                                |
|                                                                | 200-я отдельная мотострелковая Печенгская ордена Кутузова бригада |                                                                |                                                                |                                                                |
|                                                                | 205-я отдельная мотострелковая казачья бригада |                                                                |                                                                |                                                                |
| Бригады прикрытия                                              | |                                                                |                                                                |                                                                |
|                                                                | 69-я отдельная Свирско-Померанская Краснознамённая ордена Красной Звезды, Амурская казачья бригада прикрытия |                                                                |                                                                |                                                                |
| Десантно-штурмовые бригады                                     | |                                                                |                                                                |                                                                |
|                                                                | 11-я отдельная десантно-штурмовая бригада |                                                                |                                                                |                                                                |
|                                                                | 56-я отдельная гвардейская десантно-штурмовая орденов Кутузова и Отечественной войны Донская казачья бригада |                                                                |                                                                |                                                                |
|                                                                | 83-я отдельная десантно-штурмовая бригада |                                                                |                                                                |                                                                |
| Военные базы                                                   | |                                                                |                                                                |                                                                |
|                                                                | 4-я гвардейская Вапнярско-Берлинская Краснознамённая, орденов Суворова и Кутузова военная база |                                                                |                                                                |                                                                |
|                                                                | 7-я Краснодарская Краснознамённая, орденов Жукова, Кутузова и Красной Звезды военная база |                                                                |                                                                |                                                                |
|                                                                | 102-я ордена Александра Невского российская военная база |                                                                |                                                                |                                                                |
|                                                                | 201-я Гатчинская ордена Жукова дважды Краснознамённая военная база |                                                                |                                                                |                                                                |
| Дивизии                                                        | |                                                                |                                                                |                                                                |
|                                                                | 18-я пулемётно-артиллерийская дивизия |                                                                |                                                                |                                                                |
| Артиллерийские бригады                                         | |                                                                |                                                                |                                                                |
|                                                                | 9-я гвардейская артиллерийская Келецко-Берлинская орденов Кутузова, Богдана Хмельницкого, Александра Невского и Красной Звезды бригада                                                                          |                                                                |                                                                |                                                                |
|                                                                | 45-я артиллерийская Свирская ордена Богдана Хмельницкого бригада большой мощности |                                                                |                                                                |                                                                |
|                                                                | 79-я гвардейская реактивная артиллерийская Новозыбковская Краснознамённая, орденов Суворова и Александра Невского бригада                                                                                       |                                                                |                                                                |                                                                |
|                                                                | 120-я гвардейская артиллерийская Волгоградская Краснознамённая, орденов Суворова и Кутузова бригада |                                                                |                                                                |                                                                |
|                                                                | 165-я артиллерийская Пражская Краснознамённая, орденов Кутузова и Богдана Хмельницкого бригада |                                                                |                                                                |                                                                |
|                                                                | 200-я артиллерийская бригада |                                                                |                                                                |                                                                |
|                                                                | 232-я реактивная артиллерийская Пражская Краснознамённая, ордена Суворова бригада |                                                                |                                                                |                                                                |
|                                                                | 288-я артиллерийская Варшавская Краснознамённая, ордена Кутузова бригада |                                                                |                                                                |                                                                |
|                                                                | 291-я артиллерийская бригада |                                                                |                                                                |                                                                |
|                                                                | 305-я артиллерийская Гумбинненская ордена Красной Звезды бригада |                                                                |                                                                |                                                                |
|                                                                | 338-я гвардейская реактивная артиллерийская Двинская ордена Александра Невского бригада |                                                                |                                                                |                                                                |
|                                                                | 385-я гвардейская артиллерийская Одесская Краснознамённая, ордена Богдана Хмельницкого бригада |                                                                |                                                                |                                                                |
|                                                                | 439-я гвардейская реактивная артиллерийская Перекопская ордена Кутузова бригада |                                                                |                                                                |                                                                |
| Ракетные бригады                                               | |                                                                |                                                                |                                                                |
|                                                                | 1-я гвардейская ракетная Оршанская орденов Суворова и Кутузова бригада |                                                                |                                                                |                                                                |
|                                                                | 20-я гвардейская ракетная Берлинская дважды Краснознамённая бригада |                                                                |                                                                |                                                                |
|                                                                | 26-я ракетная Неманская Краснознамённая, орденов Суворова, Кутузова и Александра Невского бригада |                                                                |                                                                |                                                                |
|                                                                | 92-я ракетная ордена Кутузова бригада |                                                                |                                                                |                                                                |
|                                                                | 103-я ракетная Краснознамённая, орденов Кутузова и Богдана Хмельницкого бригада |                                                                |                                                                |                                                                |
|                                                                | 107-я ракетная Мозырская ордена Ленина, Краснознамённая бригада |                                                                |                                                                |                                                                |
|                                                                | 112-я гвардейская ракетная Новороссийская ордена Ленина, дважды Краснознамённая, орденов Суворова, Кутузова, Богдана Хмельницкого и Александра Невского бригада                                                 |                                                                |                                                                |                                                                |
|                                                                | 119-я ракетная бригада |                                                                |                                                                |                                                                |
|                                                                | 448-я ракетная бригада |                                                                |                                                                |                                                                |
| Зенитные ракетные бригады                                      | |                                                                |                                                                |                                                                |
|                                                                | 5-я зенитная ракетная бригада |                                                                |                                                                |                                                                |
|                                                                | 8-я зенитная ракетная Шавлинская ордена Кутузова бригада |                                                                |                                                                |                                                                |
|                                                                | 28-я зенитная ракетная бригада |                                                                |                                                                |                                                                |
|                                                                | 49-я зенитная ракетная бригада |                                                                |                                                                |                                                                |
|                                                                | 53-я зенитная ракетная Берлинская бригада |                                                                |                                                                |                                                                |
|                                                                | 61-я зенитная ракетная бригада |                                                                |                                                                |                                                                |
|                                                                | 67-я зенитная ракетная бригада |                                                                |                                                                |                                                                |
|                                                                | 71-я зенитная ракетная бригада |                                                                |                                                                |                                                                |
|                                                                | 140-я зенитная ракетная Борисовская ордена Кутузова бригада |                                                                |                                                                |                                                                |
|                                                                | 202-я зенитная ракетная бригада |                                                                |                                                                |                                                                |
|                                                                | 297-я зенитная ракетная бригада |                                                                |                                                                |                                                                |
| Инженерные бригады                                             | |                                                                |                                                                |                                                                |
|                                                                | 1-я гвардейская инженерно-сапёрная Брестско-Берлинская Краснознамённая, орденов Суворова, Кутузова и Жукова бригада                                                                                             |                                                                |                                                                |                                                                |
|                                                                | 11-я отдельная гвардейская инженерная Кингисеппская Краснознамённая, орденов Суворова и Александра Невского бригада                                                                                             |                                                                |                                                                |                                                                |
|                                                                | 12-я отдельная гвардейская инженерная Кёнигсбергско-Городокская Краснознамённая, ордена Жукова бригада |                                                                |                                                                |                                                                |
|                                                                | 14-я отдельная гвардейская инженерная Барановичская Краснознамённая, ордена Красной Звезды бригада |                                                                |                                                                |                                                                |
|                                                                | 45-я отдельная гвардейская инженерная Берлинская орденов Кутузова, Богдана Хмельницкого, Александра Невского и Красной Звезды бригада                                                                           |                                                                |                                                                |                                                                |
| Бригады РХБЗ                                                   | |                                                                |                                                                |                                                                |
|                                                                | 1-я мобильная бригада радиационной, химической и биологической защиты |                                                                |                                                                |                                                                |
|                                                                | 16-я отдельная бригада радиационной, химической и биологической защиты |                                                                |                                                                |                                                                |
|                                                                | 27-я отдельная бригада радиационной, химической и биологической защиты |                                                                |                                                                |                                                                |
|                                                                | 29-я отдельная бригада радиационной, химической и биологической защиты |                                                                |                                                                |                                                                |
| Бригады управления                                             | |                                                                |                                                                |                                                                |
|                                                                | 1-я Севастопольская Краснознамённая орденов Александра Невского и Красной Звезды бригада управления |                                                                |                                                                |                                                                |
|                                                                | 9-я гвардейская Львовско-Берлинская орденов Богдана Хмельницкого, Александра Невского и Красной Звезды бригада управления                                                                                       |                                                                |                                                                |                                                                |
|                                                                | 34-я бригада управления |                                                                |                                                                |                                                                |
|                                                                | 35-я Таллинская ордена Красной Звезды бригада управления |                                                                |                                                                |                                                                |
|                                                                | 54-я ордена Красной Звезды бригада управления |                                                                |                                                                |                                                                |
|                                                                | 59-я Сивашская Краснознамённая бригада управления |                                                                |                                                                |                                                                |
|                                                                | 66-я Одесская Краснознамённая, ордена Александра Невского бригада управления |                                                                |                                                                |                                                                |
|                                                                | 75-я бригада управления |                                                                |                                                                |                                                                |
|                                                                | 80-я Витебская Краснознамённая ордена Александра Невского бригада управления |                                                                |                                                                |                                                                |
|                                                                | 91-я Келецкая орденов Александра Невского и Красной Звезды бригада управления |                                                                |                                                                |                                                                |
|                                                                | 95-я Ленинградская Краснознамённая бригада управления имени 50-летия образования СССР |                                                                |                                                                |                                                                |
|                                                                | 101-я Хинганская бригада управления |                                                                |                                                                |                                                                |
|                                                                | 104-я Клужская орденов Суворова и Кутузова бригада управления |                                                                |                                                                |                                                                |
|                                                                | 106-я бригада связи (территориальная) |                                                                |                                                                |                                                                |
|                                                                | 132-я Констанцская бригада связи (территориальная) |                                                                |                                                                |                                                                |
|                                                                | 175-я Лунинецко-Пинская орденов Александра Невского и дважды Красной Звезды бригада управления |                                                                |                                                                |                                                                |
|                                                                | 176-я бригада связи (территориальная) |                                                                |                                                                |                                                                |

6 ноября 2012 года состоялась отставка министра обороны А. Э. Сердюкова, претворившего в жизнь самые непопулярные и кардинальные изменения в Вооружённых силах. С его именем был связан коррупционный скандал в Минобороны.

## II этап
Данный этап включает в себя решение социальных вопросов:
- Повышение денежного довольствия;
- Обеспечение жильём постоянным и служебным;
- Профессиональная переподготовка и повышение квалификации военнослужащих.

### Повышение денежного довольствия
С 1 января 2012 года денежное довольствие военнослужащих было увеличено в 2,5-3 раза, выросли военные пенсии. 7 ноября 2011 года президент Дмитрий Медведев подписал закон «О денежном довольствии военнослужащих и предоставлении им отдельных выплат». В соответствии с законом была изменена система начисления денежного довольствия, были отменены существовавшие до этого дополнительные выплаты и надбавки и введены новые.
Денежное довольствие военнослужащего, проходящего военную службу по призыву, состоит из оклада по воинской должности и дополнительных выплат.
Военнослужащему, проходящему военную службу по призыву, устанавливаются следующие дополнительные выплаты:
- ежемесячная надбавка за классную квалификацию (квалификационную категорию, квалификационный класс);
- ежемесячная надбавка за особые условия военной службы;
- ежемесячная надбавка за выполнение задач, непосредственно связанных с риском для жизни и здоровья в мирное время;
- ежемесячная надбавка за работу со сведениями, составляющими государственную тайну.

Военнослужащему, проходящему военную службу по контракту, устанавливаются[когда?] следующие дополнительные выплаты:
- ежемесячная надбавка за выслугу лет;
- ежемесячная надбавка за классную квалификацию (квалификационную категорию, квалификационный класс);
- ежемесячная надбавка за работу со сведениями, составляющими государственную тайну;
- ежемесячная надбавка за особые условия военной службы;
- ежемесячная надбавка за выполнение задач, непосредственно связанных с риском для жизни и здоровья в мирное время;
- ежемесячная надбавка за особые достижения в службе;
- премия за добросовестное и эффективное исполнение должностных обязанностей;
- ежегодная материальная помощь;
- повышающие коэффициенты или надбавки к денежному довольствию военнослужащим, проходящим военную службу в воинских формированиях, дислоцированных за пределами территории Российской Федерации, а также военнослужащим, выполняющим задачи в условиях чрезвычайного положения, при вооружённых конфликтах, участвующим в КТО (контртеррористических операциях) и обеспечивающим правопорядок и общественную безопасность на отдельных территориях Российской Федерации;
- повышающие коэффициенты или надбавки к денежному довольствию военнослужащим, проходящим военную службу по контракту в районах Крайнего Севера и приравненных к ним местностях, а также в других местностях с неблагоприятными климатическими или экологическими условиями, в том числе в отдалённых местностях, высокогорных районах, пустынных и безводных местностях.

Конкретные размеры окладов установлены постановлением Правительства России от 5 декабря 2011 г. № 992 «Об установлении окладов денежного содержания военнослужащих, проходящих военную службу по контракту», размеры дополнительных выплат — федеральным законом от 7 ноября 2011 г. № 306-ФЗ «О денежном довольствии военнослужащих и предоставлении им отдельных выплат».
При этом одновременно был изменён порядок выплат денежного довольствия, была упразднена военно-финансовая служба войсковых частей и соединений в области данных выплат, выплаты начали осуществляться на банковские карты военнослужащих непосредственно из Единого расчётного центра Минобороны, сведения куда подавали штабы воинских частей, что возложило на них, и так уже сокращённую дополнительную нагрузку, учитывая, что была сокращена и военно-юридическая служба воинских частей. Подобная система денежного довольствия постигла и другие силовые структуры через 2 года, исходя из первоначальных требований указанного закона.

### Обеспечение жильём
Динамика нуждающихся в жилье военнослужащих отображена в таблице:
| год                                             | 2008 | 2009 | 2010 | 2011 | 2012 | 2013 | 2014 | 2015 | 2016        | 2017     | 2018 |
| ----------------------------------------------- | ---- | ---- | ---- | ---- | ---- | ---- | ---- | ---- | ----------- | -------- | ---- |
| Количество не обеспеченных жильём, тыс. человек | ?    | 120  | 90,7 | 40   | 82,4 | ?    | 55   | ?    | более 103,3 | около 30 | ?    |

Как видно из таблицы, в первые годы реформы данная проблема успешно решалась, но к завершению I этапа в связи с массовыми организационно-штатными мероприятиями количество нуждающихся неуклонно росло.
Согласно плану Минобороны, ликвидация очереди и переход на обеспечение военнослужащих жильём в год признания их нуждающимися в нём должны были произойти к 2013 году. Но по ряду причин данные планы не были претворены в жизнь. В связи с этим военное ведомство приняло решение о выдаче очередникам единовременной денежной выплаты вместо квартиры. По данным Минобороны, с 16 апреля 2010 года по 18 августа 2017 года, служебное и постоянное жильё по линии ведомства получили 478,1 тыс. военнослужащих.

### Профессиональная переподготовка и повышение квалификации военнослужащих
Начиная с января 2012 года все военнослужащие контрактной службы обязаны пройти курсы интенсивной общевойсковой подготовки в специально созданных учебных центрах, так называемые «курсы выживания». За первые полгода 2012 года только в ЮВО подготовку прошли более 6,5 тыс. военнослужащих, 5,5 тыс. успешно, около тысячи военнослужащих не выдержали испытания.
C 2013 года все поступившие на военную службу по контракту из числа граждан, пребывающих в запасе, должны в течение четырёх недель пройти обучение по программе интенсивной общевойсковой подготовки.
Переподготовка офицеров проходит в специализированных центрах при назначении на должность.

### Изменения в структуре
В октябре 2013 года все три имевшихся на тот момент десантно-штурмовые бригады (31, 56, 83) выведены из Сухопутных войск и переведены в состав ВДВ.
1 декабря 2014 года завершено переформирование бригад ВКО в дивизии ПВО.
В 2015 году командования ВВС и ПВО переформированы обратно в армии ВВС и ПВО. Началось переформирование авиационных баз в авиационные дивизии, бригады и полки.
1 августа 2015 года на базе Войск ВКО и ВВС, в соответствии с Указом президента Российской Федерации, создан новый вид войск — Воздушно-космические силы (ВКС). На базе органов управления Войск ВКО и ВВС сформированы управление главнокомандующего ВКС и Главный штаб ВКС, а объединения, соединения и воинские части ВВС и Войск ВКО преобразованы в три рода войск ВКС: Военно-воздушные силы, Космические войска, Войска ПВО-ПРО. Общее руководство воздушно-космической обороной по-прежнему продолжил осуществлять Генеральный штаб Вооружённых сил РФ, а непосредственное — Главное командование Воздушно-космических сил. Создание нового вида вооружённых сил было обусловлено смещением центра тяжести вооружённой борьбы в воздушно-космическую сферу и продиктовано объективной необходимостью в объединении под единым командованием всех сил и средств, отвечающих за обеспечение безопасности страны в воздушно-космическом пространстве.
С 2014 года стали формироваться бригады армейской авиации и вертолётные полки на базе прежних авиационных баз армейской авиации. В каждой бригаде намечалось иметь 84-88 вертолётов, в каждом полку 66 вертолётов Ка-52, Ми-28Н, Ми-8МТВ-5, Ми-8АМТШ и Ми-26.

## III этап
19 ноября 2008 года начальник Генерального штаба ВС России генерал армии Николай Макаров заявил журналистам, что в российских ВС в ближайшие 3-5 лет будут на треть обновлены вооружение и техника, а к 2020 году это сделано на 100 %.
Президент России Владимир Путин потребовал, чтобы к концу 2015 года вооружённые силы оснастили современным вооружением не менее чем на 30 %, а итог года — 47 %. К исходу 2020 года этот показатель составил не менее 70 %. Это значит, что в стратегических ядерных силах (СЯС), являющихся приоритетными в развитии, уже 100 %, как и в ВКС и ВМФ. Чуть меньше в сухопутных войсках и ВДВ, но и у них тоже высокие показатели.

### Мобилизационный резерв
К 2018 году Министерство обороны сформировало полноценную систему мобилизационного резерва. В соответствии с которой солдаты и офицеры запаса заключают контракт с Минобороны о службе в резерве и обязаны посещать сборы каждый год, а также специальные занятия каждый месяц. Контракт предусматривает выплаты и компенсации. Во время сборов резервист получает полный оклад, а в остальные месяцы 12 % от общей суммы.
Резервиста приписывают к существующей воинской части или ЦОМР, где обязан проходить ежегодные сборы и ежемесячные занятия. Сами ЦОМР созданы на базе БХиРВТ. Ранее БХиРВТ имели не более 10 человек обслуживающего персонала, ныне же ЦОМР будет дополнительно обладать приписанными к нему резервистами. В ходе реорганизации БХиРВТ около трети из них были закрыты. Как и БХиРВТ, ЦОМР при проведении мобилизации развёртывается в полноценное военное формирование.
ЦОМР должен иметь хранилища для машин, места ремонта техники и казармы.
Работа в данном направлении начата с указа президента «О создании мобилизационного людского резерва Вооружённых сил России» в 2015 году.

### Производственно-логистические комплексы
В 2016 году начата работа по созданию 24 производственно-логистических комплексов (ПЛК) к 2020 году. ПЛК призваны заменить 330 армейских складов и баз хранения, тем самым уменьшив расходы Минобороны с 29,4 млрд до 14,8 млрд рублей. Производственно-логистические комплексы хранят топливо и материальные средства Министерства Обороны. ПЛК «Нара», к примеру, хранит 220 тыс. тонн материальных средств и порядка 4,7 тыс. единиц вооружений и спецтехники. Штат одного ПЛК составляет 1200 человек.
Строительством и управлением ПЛК занимаются совместные предприятия (СП) Минобороны и частных лиц. СП проводит также регламентные работы и надзор за хранением техники. Привлечение частных инвесторов позволило Минобороны сэкономить 40 % средств. Размер финансируемого проекта в каждом отдельно взятом ПЛК составляет от 1 млрд до 20 млрд рублей, а сам заём покрывается на 25 % госгарантией России. Госгарантия предоставляется на срок от 3 до 20 лет на реализацию всего инвестиционного проекта.

### Изменения в ОШС
В соответствии с положительным опытом, полученным в 58-й общевойсковой армии, в каждую общевойсковую армию внедрены отдельные батальоны РЭБ. Со второй половины 2018 года стали создаваться отдельные батальоны РЭБ оснащённые комплексами РЭБ «Дивноморье» и «Леер-3»
С целью исправления ошибок в реформировании системы технического обеспечения в 2000-е годы, с 2016 года стали формироваться отдельные ремонтно-эвакуационные полки и технические ракетные базы окружного подчинения с целью создать окружные комплекты сил и средств технического обеспечения. К созданию новых частей подвиг опыт предыдущих поколений, новые возможности и требования к функционированию системы технического обеспечения на новом этапе военного строительства. В отличие от громоздких трудноуправляемых армейских и фронтовых ремонтно-восстановительных баз сокращённого и кадрированного состава ремонтно-эвакуационный полк предназначен быть мобильной частью постоянной боевой готовности. Его использование в мирное время задано целью поднять необходимый уровень подготовки личного состава для действий в особый период.
С 1 декабря 2016 года стали формироваться отдельные полки, батальоны и роты многоосных тяжёлых колёсных тягачей (МТКТ) оснащённых седельными тягачами КамАЗ-65225, Урал-63704 с полуприцепами ЧМЗАП-9990. Полки МТКТ — окружного подчинения, в армиях — отдельные батальоны и роты. Каждая рота МТКТ оснащена 30 тягачами, а в полк входит более 600 единиц КамАЗ-65225 или Урал-63704.
Положено начало созданию мобильных зенитных ракетных бригад в ВКС, которые, в отличие от обычной объектовой ПВО, предназначены оперативно перемещаться по стране и обеспечивать противовоздушную оборону на необходимом участке местности, экономя тем самым финансовые средства за счёт исчезновения необходимости формирования частей ПВО для защиты всех целей одновременно. Первой подобной бригадой нового типа стала 24-я мобильная зенитная ракетная бригада в Центральном военном округе, заступившая на дежурство 1 июля 2017 года. На вооружение бригады поставлены ЗРК С-300ПС/С-400, РЛС «Небо-М» и ЗРПК «Панцирь-С».
С 2018 года, помимо разведывательных бригад общевойсковых армий и разведывательных батальонов в составе дивизий и бригад, стали формироваться отдельные роты специального назначения (орспн) в составе общевойсковых армий. Задачей отдельных рот специального назначения является глубинная разведка. Численность личного состава роты специального назначения значительно превышает численность стандартной роты.